# Valksjöpung
Valksjöpung (Ascidia callosa) är en sjöpungsart som beskrevs av William Stimpson 1852. Valksjöpung ingår i släktet Ascidia och familjen Ascidiidae. Enligt den svenska rödlistan är arten otillräckligt studerad i Sverige. Arten förekommer i Götaland. Artens livsmiljö är havet. Inga underarter finns listade i Catalogue of Life.